# Woodbury University
Die Woodbury University ist eine private Universität in Burbank, Los Angeles County, Kalifornien, mit einem Ableger in San Diego.

## Geschichte

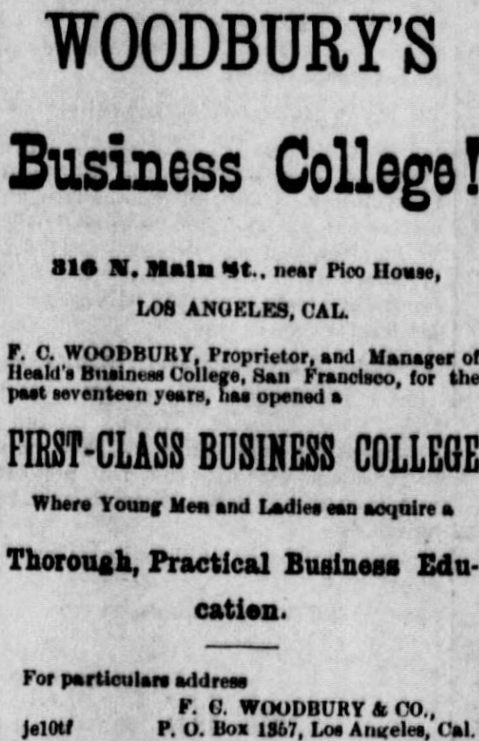
Zeitungsanzeige, 1884

1884 gründete der Pädagoge und Unternehmer Francis Chute Woodbury (1841–1898), ein Pionier der Koedukation, das Woodbury College (Woodbury’s Business College), ein College für kaufmännische und Büroberufe, die zweitälteste höhere Lehranstalt in Los Angeles. Bis 1891 war Woodbury Eigentümer und Leiter der Schule, die an der South Spring Street 226 ihren Sitz hatte.
1891 wurde sie von N. G. Felker, E. C. Wilson und G. A. Hough erworben und zog in ein anderes Gebäude an der gleichen Straße um. Unter ihren neuen Präsidenten war die Schule 1894 „incorporated under the laws of California“ und 1898 durch den Staat Kalifornien als Bildungsanstalt „for practical business education“ anerkannt. 1926 erhielt das College vom Staat die Akkreditierung als Einrichtung für grundständiges und postgraduales Studium. 1931 wurde es ein College für Business Administration und Design, indem es als Abteilung zusätzlich eine Kunstgewerbeschule etablierte und damit begann, in verschiedenen Bereichen künstlerischen Entwurf zu unterrichten: Kunsthandwerk, Cartooning, Innenraumgestaltung und Modeillustration.
Unter der Leitung ihres Präsidenten Ray H. Whitten zog die Schule 1937 in ein neues Gebäude in der Innenstadt von Los Angeles, das von dem Architekten Claud Beelman (1884–1963) im Stil der Stromlinien-Moderne entworfen worden war. 1961 erhielt das College die Zulassung der Western Association of Schools and Colleges (WASC). 1969 etablierte es einen Lehrprogramm für den Abschluss Master of Business Administration (MBA).
Unter der Leitung von Doris Kirkby erfolgte 1974 die Transformation zur Woodbury University. 1985 erwarb die Hochschule an der Grenze von Nord Los Angeles und Burbank, Los Angeles County, den Campus der Villa Cabrini Academy, einer bis 1970 betriebenen privaten katholischen Grund- und Oberschule für Mädchen, und baute ihn über zwei Jahre aus, um 1987 dorthin umzuziehen. 1994 erfolgte eine Restrukturierung der Hochschule in drei Bereiche, die School of Architecture and Design, die School of Business and Management, die 1998 eine Anerkennung durch die Association of Collegiate Business Schools and Programs (ACBSP) erhielt, und die School of Arts and Sciences. 1998 gründete die School of Architecture, die 1994 eine Zulassung durch das National Architectural Accrediting Board (NAAB) erhalten hatte, einen Ableger in San Diego.

## Fakultäten
- School of Business
- College of Liberal Arts
- School of Architecture
- School of Media Culture & Design

## Persönlichkeiten
- Helen Gurley Brown (1922–2012), Schülerin
- Richard Denning (1914–1998), Schüler
- April Greiman (* 1948), Hochschullehrerin
- Rosario Marin (* 1958), Ehrendoktorin
- Louis Naidorf (* 1928), Dekan der School of Architecture (1990–2000)
- Jochen Stücke (* 1962), Gastdozent (1996)
- William Travilla (1920–1990), Schüler